# Szhirley
Szhirley, pseudonimo di Shirley Nova Beanca Rokahaim, nata Shirley Haim (23 settembre 1976), è una cantante danese.

## Biografia
Szhirley ha debuttato nel 1996 il singolo Please Me, che ha lanciato il suo primo album I'm Coming. Il disco ha venduto 10 000 copie in Danimarca e altre 30.000 in Giappone. Nel 2001 con Karen Rosenberg ha diretto il programma musicale Karen & Szhirley sulla stazione radiofonica DR P3.
Nel 2006 ha fatto il suo debutto in teatro recitando nel musical West Side Story all'Østre Gasværk Teater di Copenaghen. Nel 2008 è uscito il suo secondo album, Hjerter dame, cantato in lingua danese. Il disco ha raggiunto la 13ª posizione nella classifica danese e ha prodotto due singoli di successo, Glor på vinduer e Gammel Kongevej, entrambi entrati nella top 10 della Track Top-40 rispettivamente al 9º e al 7º posto, ed entrambi certificati disco di platino per aver venduto più di 15 000 copie a livello nazionale. Il suo terzo album Timeglas è uscito nel 2016, senza però ottenere il successo commerciale del precedente.

## Discografia

### Album in studio
- 1996 – I'm Coming
- 2008 – Hjerter dame
- 2016 – Timeglas

### Singoli
- 1996 – Please Me
- 1999 – Don't Look for Love (con Jonas Winge Leisner)
- 2001 – Kom igen (con Karen Rosenberg)
- 2004 – I kan ikke slå os ihjel (con Jokeren, Alex Ambrose e Sanne Salomonen)
- 2007 – Glor på vinduer
- 2008 – Gammel Kongevej
- 2011 – 171 kilometer
- 2015 – Uden dig
- 2016 – Splittet
- 2016 – Morgenstund
- 2016 – Lang dag
- 2017 – Bange

## Doppiaggio
- Ronal Barbaren, regia di Thorbjørn Christoffersen, Philip Einstein Lipski e Kresten Vestbjerg Andersen (2011)